# Деревянко-Гоззи, Оксана
Окса́на Ю́рьевна Деревя́нко (род. 29 июля 1970, Рязань, СССР) — российская журналистка, экономический обозреватель, предприниматель.

## Биография
Оксана Деревянко родилась 29 июля 1970 года, в городе Рязань.
С детства Оксана была любознательной, хорошо училась в школе, ей легко давались точные науки – математика и физика. Высшее образование получила в Московском авиационном институте, позже обучалась в Праге в High economic school. Профессиональный опыт Оксаны Гоззи – более 25-ти лет. Сейчас она – специалист международного уровня в области личной эффективности.

## Телевидение
Ещё в начале 1990-х годов начинала подрабатывать на кабельных каналах в отделе лицензирования программ. Постепенно интерес к телеискусству возрастал, и Оксана пробует себя в роли редактора. Специализировалась на экономической и бизнес-тематике.
С 1997 по 2003 год Оксана была автором и ведущей ежедневной рубрики экономических новостей в программе «Доброе утро» «Первого канала». С 2003 по 2004 год была одной из основных ведущих данной программы.
С сентября 2004 по декабрь 2008 года работала на канале «НТВ». Была сначала ведущей, а затем до 2009 года закадровый голос экономических новостей в программе «Сегодня утром».
С 2008 по 2016 год возглавляла Департамент бизнес-программ на «Russia Today»
Автор документальных фильмов и проектов, посвящённых развитию экономики и бизнеса в России «Банк России. 150 лет служения Родине», «Сбербанк. Версия 1.7.0.». Спикер и модератор российских форумов и конференций.
В 2018 году получила диплом MBA Executive в High Economic School (VŠE) в Праге . После чего изучала опыт глобальных компаний по повышению эффективности внутренних бизнес-процессов.
В 2019 году основала проект «Клуб ОЦО». Сайт клуба — это информационный ресурс на русском языке, представляющий опыт компаний, работающих по модели централизации выделенных бизнес сервисов (Общие центры обслуживания), регулярные аналитические обзоры индустрии и практические рекомендации по внедрению лучших практик в сегменте ОЦО.

## Награды
- В 2002 году лауреат премии «Персона года» (за развитие экономической тематики на российском телевидении). Лауреат премий «Бизнес-Олимп», «Финансовая Элита России», Всероссийского конкурса деловой журналистики Российского союза промышленников и предпринимателей.